# Oliver Roth (Badminton)
Oliver Roth (* 1. Juni 1986 in München) ist ein deutscher Badmintonnationalspieler. 

## Karriere
Oliver Roth gewann nach mehreren Medaillen auf regionaler und Nachwuchsebene 2010 Bronze bei den deutschen Meisterschaften im Herrendoppel mit Peter Käsbauer. Im selben Jahr siegten beide auch bei den Spanish International und Roth gewann Bronze mit dem deutschen Team bei der Europameisterschaft.
Bei der Europameisterschaft für gemischte Mannschaften 2013 in Russland wurde Roth Europameister.

## Sportliche Erfolge
| Saison      | Veranstaltung                          | Disziplin    | Platz | Name |
| ----------- | -------------------------------------- | ------------ | ----- | --- |
| 2003/2004   | Deutsche Mannschaftsmeisterschaft U19  | Mannschaft   | 2     | TSV Neubiberg-Ottobrunn (Michael Hauber, Benjamin Plazek, Sandra Eckstein, Julia Schmidt, Oliver Roth, Dominik Doll)                   |
| 2004/2005   | Deutsche Mannschaftsmeisterschaft U19  | Mannschaft   | 3     | PTSV Rosenheim (Hannes Käsbauer, Oliver Roth, Knieling, Manuel Heumann, Peter Käsbauer, Katharina Giebfried, Bachmayer, Lisa Enzinger) |
| 2007        | Bayerische Einzelmeisterschaft         | Herreneinzel | 1     | Oliver Roth (PTSV Rosenheim) |
| 2009        | Welsh International                    | Herrendoppel | 2     | Peter Käsbauer / Oliver Roth |
| 2009 / 2010 | Deutsche Einzelmeisterschaft           | Herrendoppel | 3     | Peter Käsbauer / Oliver Roth (PTSV Rosenheim)                                                                                          |
| 2010        | Thomas Cup                             | Herrenteam   | 5     | Deutschland |
| 2010        | Europameisterschaft                    | Team         | 3     | Deutschland |
| 2010        | Banuinvest International Championships | Herrendoppel | 3/4   | Peter Käsbauer / Oliver Roth |
| 2010        | Spanish International                  | Herrendoppel | 1     | Peter Käsbauer / Oliver Roth |
| 2010        | Belgian International                  | Herrendoppel | 2     | Michael Fuchs / Oliver Roth |
| 2011        | International Open Morocco             | Herrendoppel | 2     | Michael Fuchs / Oliver Roth |
| 2011        | XI Italian International               | Herrendoppel | 3/4   | Michael Fuchs / Oliver Roth |
| 2012        | Europameisterschaft                    | Herrendoppel | 2     | Michael Fuchs / Oliver Roth |
| 2012        | Norwegian International                | Herrendoppel | 3/4   | Michael Fuchs / Oliver Roth |